# Raymond 7. af Toulouse
Raymond VII af Toulouse (juli 1197 - 27. september 1249) var greve af Toulouse, hertug af Narbonne og marquis af Provence fra 1222 til sin død.
Raymond blev født i Beaucaire, Gard, søn af Raymond VI af Toulouse og Joan af England. Gennem sin mor, var han et barnebarn af Henry II af England og en nevø til kongerne Richard Løvehjerte og Johan af England.

## Liv
Under de Albigensiske korstog maj 1216 satte han ud fra Marseilles og belejrede Beaucaire, som han erobrede den 24. august. Han kæmpede for at generobre Toulouse fra Simon de Montfort og senere Simons søn Amaury VI.
Umiddelbart ved hans tiltrædelse, belejrede han og den nye greve af Foix, Roger-Bernard II, Carcassonne. Den 14. september 1224, overgav de Albigensiske korsfarere sig, krigen sluttede, og alle sydlige heretuger sluttede fred med kirken. Men i 1225 bandlyste synoden i Bourges ham og indledte et korstog mod ham, Louis VIII af Frankrig ønskede at forny konflikten for at håndhæve sine rettigheder i Languedoc. Roger-Bernard forsøgte at holde fred, men kongen afviste hans udsendinge og greverne af Foix og Toulouse greb igen til våben. Krigen var stort set en diskontinuerlig række skærmydsler, og i januar 1229 blev Raymond besejret og tvunget til at underskrive "Paristraktaten", hvor han afstod viscomtet Trencavel til kongen og hans datter Joan blev tvunget til at gifte sig med Alfons af Frankrig, bror til den nye konge Ludvig IX.
Da Raymond døde blev Alfons greve af Toulouse, og efter Alfons' død blev grevskabet annekteret af Frankrig.